# Lake Cavanaugh (Washington)
 (septembre 2022).
Lake Cavanaugh  est une census-designated place américaine de l'État de Washington dans le comté de Skagit. 
La population était de 167 habitants en 2010.